# Charlestown (Rhode Island)
Charlestown è una città degli Stati Uniti d'America, nella Contea di Washington, nello Stato del Rhode Island.
La popolazione era di 7.859 abitanti nel censimento del 2000.